# NGC 1671
NGC 1671 (również IC 395, PGC 16095 lub UGC 3178) – galaktyka soczewkowata (S0), znajdująca się w gwiazdozbiorze Oriona. Odkrył ją Lewis A. Swift 2 października 1886 roku. Identyfikacja obiektu NGC 1671 nie jest pewna, gdyż w pozycji podanej przez Swifta ani w jej pobliżu nic nie ma, dlatego niektóre źródła uznają NGC 1671 za obiekt nieistniejący.